# La Forêt-de-Tessé
La Forêt-de-Tessé település Franciaországban, Charente megyében. Lakosainak száma 209 fő (2022. január 1.). La Forêt-de-Tessé La Magdeleine, Montjean, Theil-Rabier, Lorigné és Valdelaume községekkel határos.

## Népesség
A település népessége az elmúlt években az alábbi módon változott:
| Lakosok száma | 284  | 222  | 212  | 201  | 201  | 194  | 189  | 200  | 205  | 209  |
|               | 1968 | 1982 | 1990 | 2006 | 2013 | 2015 | 2017 | 2019 | 2020 | 2022 |